# Фирсов, Афанасий Осипович
Афана́сий О́сипович Фи́рсов (25 апреля 1883, Бердянск — 10 декабря 1937, СССР) — советский конструктор, в 1931—1936 годах начальник Конструкторского бюро танкостроения Харьковского паровозостроительного завода им. Коминтерна, создавшего танки БТ-5 и БТ-7.

## Биография
Родился 25 апреля в 1883 года в Бердянске в многодетной семье (14 детей) бердянского купца Осипа Фирсова.
Окончил железнодорожное училище и продолжил образование за границей в высшей технической школе в Митвайде (Германия) и политехническом институте в Цюрихе (Швейцария). Работал на заводе «Зульцер».
С началом Первой мировой войны вернулся в Россию (в Архангельск). Работал над созданием дизелей для подводных лодок на Коломенском машиностроительном заводе, затем весной 1916 года перешёл на работу на завод «Теплоход» под Нижним Новгородом, где создавались минные заградители. С октября 1917 года в течение пяти лет — начальник губернского управления профессионального образования. В 1922—1927 годах — главный механик на заводе «Красная Этна» (Нижний Новгород), затем работал в Николаеве на Николаевском судостроительном заводе им. Андре Марти (1927—1930).
В 1930 году поступил на ленинградский завод «Русский дизель», где был обвинён в участии во вредительской группе и арестован.
Однако уже 18 сентября 1931 года коллегия Объединённого государственного политического управления приняла решение о переводе инженера Фирсова из мест изоляции на работу в Харьков — на Харьковский паровозостроительный завод им. Коминтерна (ныне ПО им. Малышева), где в это время активно разворачивал свою деятельность один из центров советского танкостроения.
Выписка из протокола заседания коллегии ОГПУ от 18 сентября 1931 года:

Слушали:

Пересмотр дела № 101032 гр. Фирсова Афанасия Осиповича, приг. пост. кол. ОГПУ от 23/6-30 г. к заключению в концлагерь — сроком на пять лет.
Постановили:

Фирсову Афанасию Осиповичу оставшийся срок изоляции заменить высылкой в гор. Харьков для работы на ХПЗ.

Из мест заключения Фирсова переводят руководителем секретного танкового КБ по причине непростой ситуации, сложившейся на ХПЗ: уход предыдущего руководителя КБ И. Н. Алексенко, отзыв в Москву военного инженера 2-го ранга Н. М. Тоскина и отсутствие адекватной замены вынудили руководство завода вмешаться в судьбу А. О. Фирсова.
6 декабря 1931 года А. О. Фирсов возглавил специальное конструкторское бюро машиностроения. Под его руководством молодые советские инженеры прошли уникальную школу конструкторского мастерства, реализуя свои творческие находки в быстроходных танках БТ-5 и БТ-7.
По свидетельству руководителя дизельного отдела Константина Челпана (расстрелян в 1938 году), А. О. Фирсов внёс большой вклад в разработку четырёхтактного 12-цилиндрового V-образного быстроходного дизеля мощностью 400 л. с. С его появлением начался процесс оснащения отечественных танков дизельными двигателями.
В своей рукописи «Воспоминание о танкостроителях и дизелестроителях» Василий Никитич Васильев, стоявший у истоков создания двигателя танка Т-34, написал:

Официальная советская историография связывает создание знаменитого танка Т-34 исключительно с именем главного конструктора Михаила Кошкина, сменившего в декабре 1936 года репрессированного Афанасия Фирсова. Но, по мнению либерально-ультраправых кругов, основы для создания Т-34, его первичный технический облик, основные боевые характеристики были заложены ещё при Фирсове. Уже в конце 1935 г. на столе главного конструктора лежали проработанные эскизы принципиально нового танка: противоснарядное бронирование с большими углами наклона, длинноствольная 76,2 мм пушка, дизельный двигатель В-2, масса до 30 т… Ближайшими помощниками Фирсова в этих разработках были Александр Морозов и Михаил Таршинов. Такая же коллизия имела место и при создании знаменитого дизеля В-2, который до сих пор применяется на современных танках. Первопроходец — Константин Челпан, его преемник — Иван Трашутин.

Кошкин участвовал в создании танка Т-29 и опытной модели среднего танка Т-111, за что был удостоен ордена Красной Звезды.
Хотя Кошкин и опирался на работы Фирсова, и на работы Дика. Как, собственно, и на весь мировой опыт танкостроения. Однако у него было своё видение танка будущего. Т-34 это исключительно детище Кошкина.
Кошкин хотел создать скоростную машину, с высокой проходимостью, выдерживающую огонь артиллерии и обладающую значительной ударной мощью.
Наряду с колёсно-гусеничной моделью А-20 конструктор разрабатывает гусеничную модель А-32. Вместе с Кошкиным работают его единомышленники, которые впоследствии продолжат его дело — Александр Морозов, Николай Кучеренко и конструктор двигателей Юрий Максарев.
На Высшем военном Совете в Москве, где были представлены проекты и колёсно-гусеничного А-20, и гусеничного А-32, военные откровенно не в восторге от «самодеятельности» конструкторов. Но в разгар полемики вмешался Сталин — пусть Харьковский завод построит и испытает обе модели. Идеи Кошкина получили право на жизнь.
Летом 1936 года в разгар репрессий А. О. Фирсов отстранён от руководства КБ. К тому времени в войска было поставлено 687 танков БТ-7, на которые массово начали приходить акты-рекламации о выходе из строя коробок передач. Представители военной приёмки АБТУ РККА на заводе № 183 вынуждены прекратить приём готовых машин: БТ-7 в открытую называют «вредительским танком».
Но он продолжает активную работу. В короткие сроки было рассмотрено несколько решений новой коробки передач, из которых в производство ушла конструкция, разработанная А. А. Морозовым под руководством А. О. Фирсова. Проектирует установку огнемёта и дымовых приборов на танк, лично встречает и вводит в курс дела нового руководителя КБ М. И. Кошкина.
В середине 1937 года А. О. Фирсов вновь арестован и отправлен в тюрьму (помимо него в группе «вредителей» из числа работников завода и военной приёмки АБТУ РККА оказался и директор завода И. П. Бондаренко). Приговорен Военной коллегией Верховного суда СССР 13 ноября 1937 года к ВМН, расстрелян 10 декабря 1937 года.
Реабилитирован в 1956 году «за отсутствием состава преступления».
До конца 1980-х годов его имя в печати и исследовательских работах не упоминалось.

## Семья
- Отец: Осип Фирсов, бердянский купец, владелец восьми домов и нескольких магазинов.
- Жена: Людмила Харитоновна Фирсова, в девичестве Литвиненко.
- Трое детей:
  - Старший сын Олег (род. 7.02.1905-?) стал инженером-дизелистом, главным конструктором судостроительного завода в Ленинграде. В 1960-х годах стал лауреатом Государственной премии СССР.
  - Младший сын, Игорь (род. 24.10.1908-1941), с первых дней Великой Отечественной войны ушёл добровольцем на фронт и погиб под Ленинградом.
  - Дочь Ольга родилась 28 июня 1911 года в Швейцарии. Когда в конце 1930-х Афанасия Осиповича объявили врагом народа, дочь от фамилии отца не отказалась и даже не поменяла её, когда вышла замуж. Советская альпинистка. В 1941 году маскировала шпиль Адмиралтейства от налётов немецкой авиации. Ольга Афанасьевна Фирсова умерла на 95-м году жизни 10 ноября 2005 года в Берлине, но похоронена в Санкт-Петербурге[8].

## Награды
- Орден Красного Знамени (1935) — за разработку танка БТ-7[9].
- Почётная грамота Центрального Исполнительного Комитета СССР (1935).

## Память
- На стендах музейно-мемориального комплекса «История танка Т-34» подробно рассказывается о вкладе А. О. Фирсова в становление отечественного танкостроения, представлены фотографии и личные вещи конструктора-наставника.
- В Бердянске сохранился дом, где прошли детские и юношеские годы А. О. Фирсова, — двухэтажное здание № 34 на углу улиц Итальянской и Дзержинского[3].